# Kênh Bến Nghé

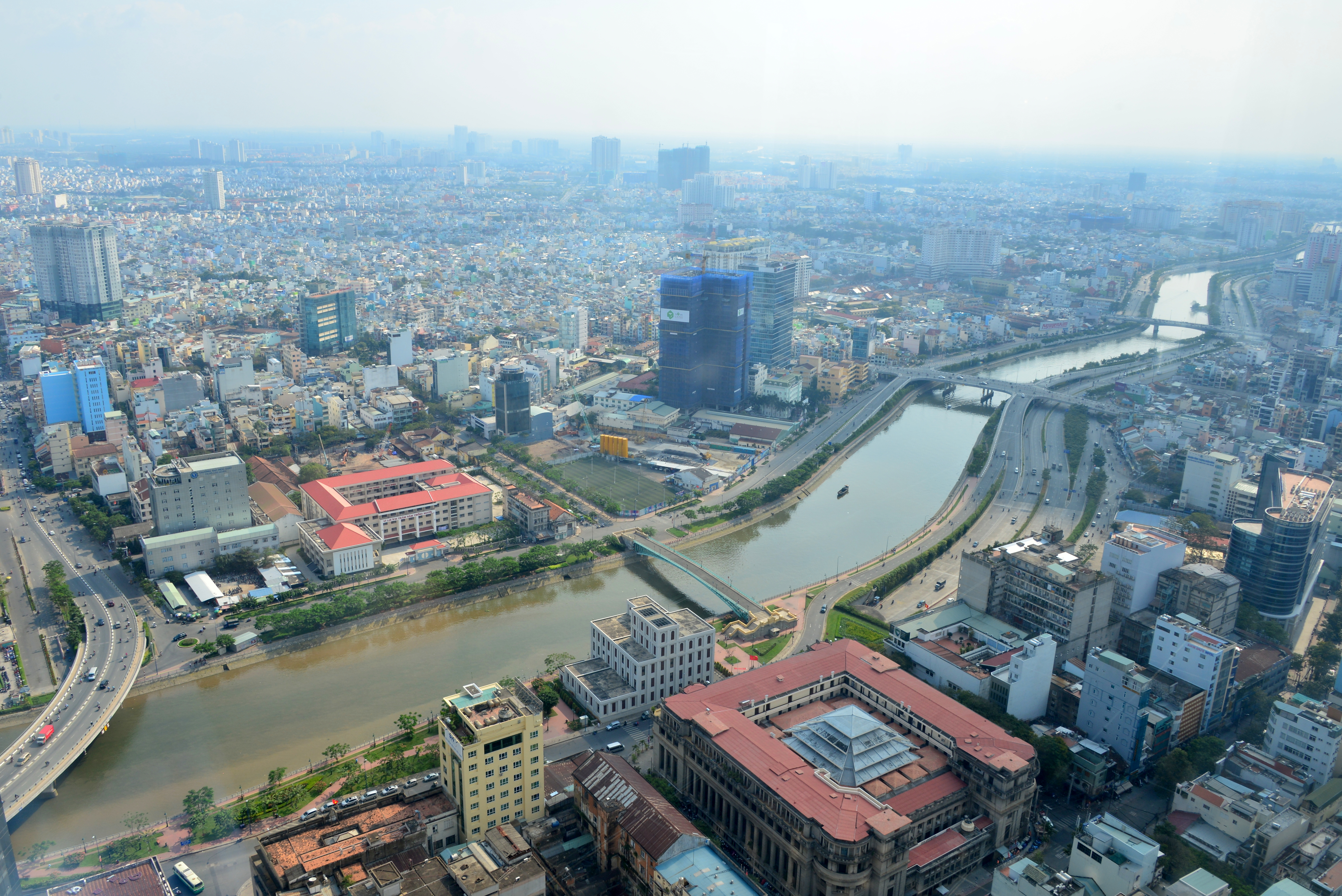
Kênh Bến Nghé nhìn từ trên tòa nhà Bitexco Financial Tower

Kênh Bến Nghé (còn được gọi là rạch Bến Nghé) là một con kênh chảy qua trung tâm Thành phố Hồ Chí Minh.

## Vị trí
Kênh Bến Nghé có chiều dài 3,1 km, là ranh giới tự nhiên giữa Quận 1 và Quận 4. Kênh bắt đầu từ ngã ba nơi giao với sông Sài Gòn và kết thúc tại ngã tư nơi giao với kênh Tàu Hủ, kênh Tẻ và kênh Đôi.
Các cây cầu bắc qua kênh bao gồm: cầu Khánh Hội, cầu Mống, cầu Calmette, cầu Ông Lãnh và cầu Nguyễn Văn Cừ.

## Lịch sử

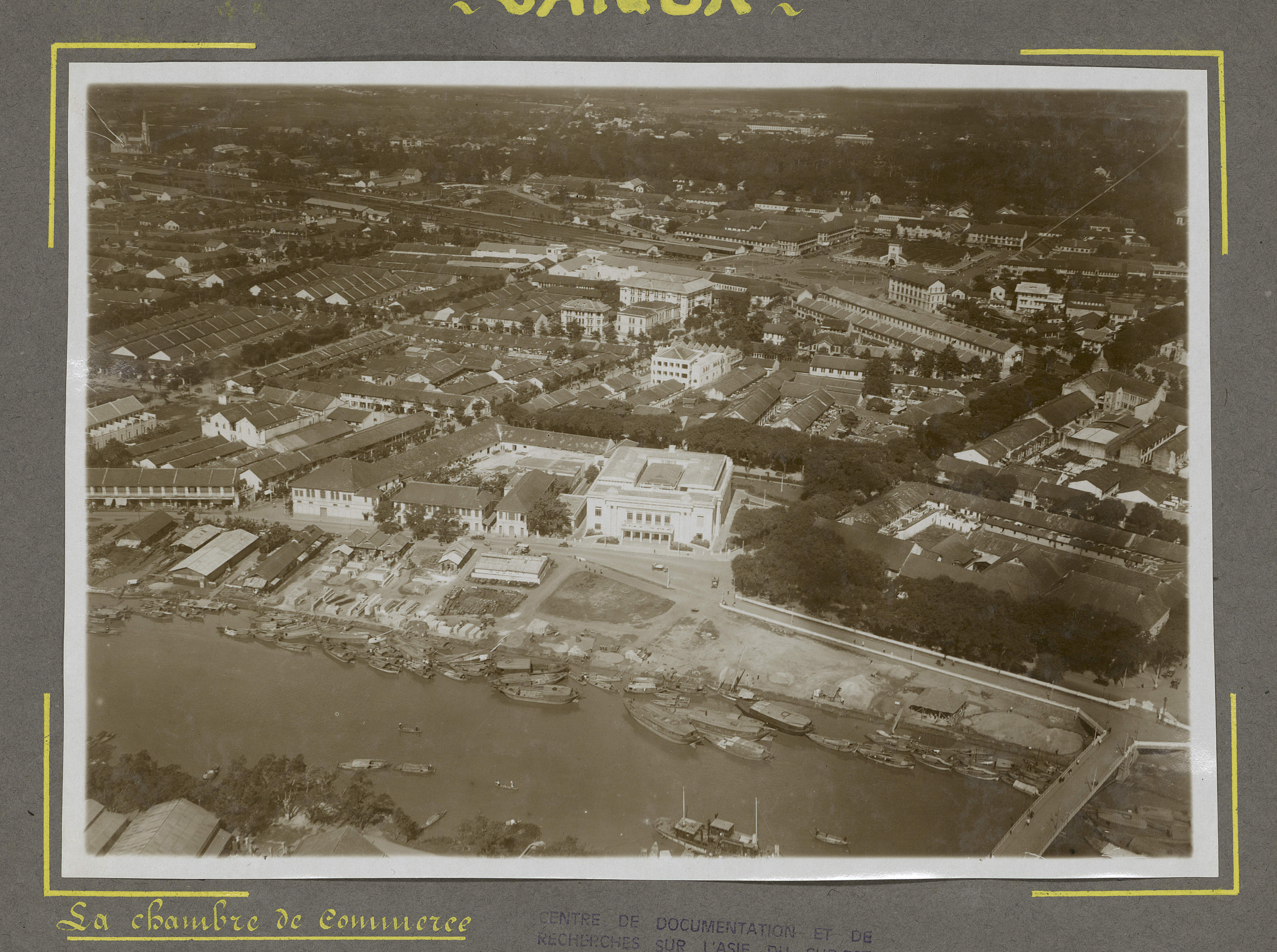
Không ảnh thành phố Sài Gòn nhìn từ phía rạch Bến Nghé vào khoảng năm 1930

Rạch Bến Nghé là một trong những kênh rạch lâu đời nhất tại Thành phố Hồ Chí Minh, gắn liền với lịch sử hình thành và phát triển đô thị Sài Gòn xưa. Sách Gia Định thành thông chí có ghi chép về rạch này vào đầu thế kỷ 19 với tên gọi sông Bình Dương (Bình Dương giang) như sau: "Sông Bình Dương: Ở phía nam trấn; dòng sông chảy ngang rất mạnh, ghe thuyền lớn đi lưu thông được, cứ theo khi nước lên đi vào nam, nước ròng đi ra bắc, qua lại không dứt. Giới hạn của sông này đến sông Tiểu Phong vào sông Sài Gòn, hiệp với sông An Thông."
Đến thời Pháp thuộc, rạch Bến Nghé và kênh Tàu Hủ được người Pháp gọi chung là Arroyo Chinois (tức Kinh người Tàu).

## Cống ngăn triều Bến Nghé
Hiện nay, thành phố đang triển khai xây dựng cống ngăn triều Bến Nghé trên kênh Bến Nghé, là một trong 6 cống ngăn triều của dự án chống ngập bằng cách kiểm soát triều cường và chủ động hạ thấp mực nước kênh trục.